# Louis van Son
Louis Joseph Marie van Son (Tilburg, 22 mei 1922 - Amsterdam, 27 januari 1986) was een Nederlands politicus voor de Katholieke Volkspartij (KVP).
Van Son was een weinig opvallende KVP-staatssecretaris van Economische Zaken in het kabinet-Zijlstra en het kabinet-De Jong. Hij kwam na functies te hebben vervuld bij de katholieke werkgevers en in het bedrijfsleven via de Limburgse kandidatenlijst in de Tweede Kamer. Hij was daar woordvoerder mijnbouw- en consumentenzaken en kreeg vrij onverwachts al na drie jaar een regeringspost. Hij keerde in 1971 nog een korte periode terug in de Kamer.
- Biografisch Portaal: 65492303
- Parlement.com: vg09ll94cazm